# Томас Сімпсон
Томас Сімпсон (англ. Thomas Simpson; 20 серпня 1710 року, Маркет-Босворт, Лестершир — 14 травня 1761 року, Ам'єн) — англійський математик. У 1743 році вивів формулу наближеного інтегрування — так звану формулу Сімпсона. Інші його праці присвячені елементарній геометрії, тригонометрії, математичному аналізу та теорії імовірностей.

## Біографія

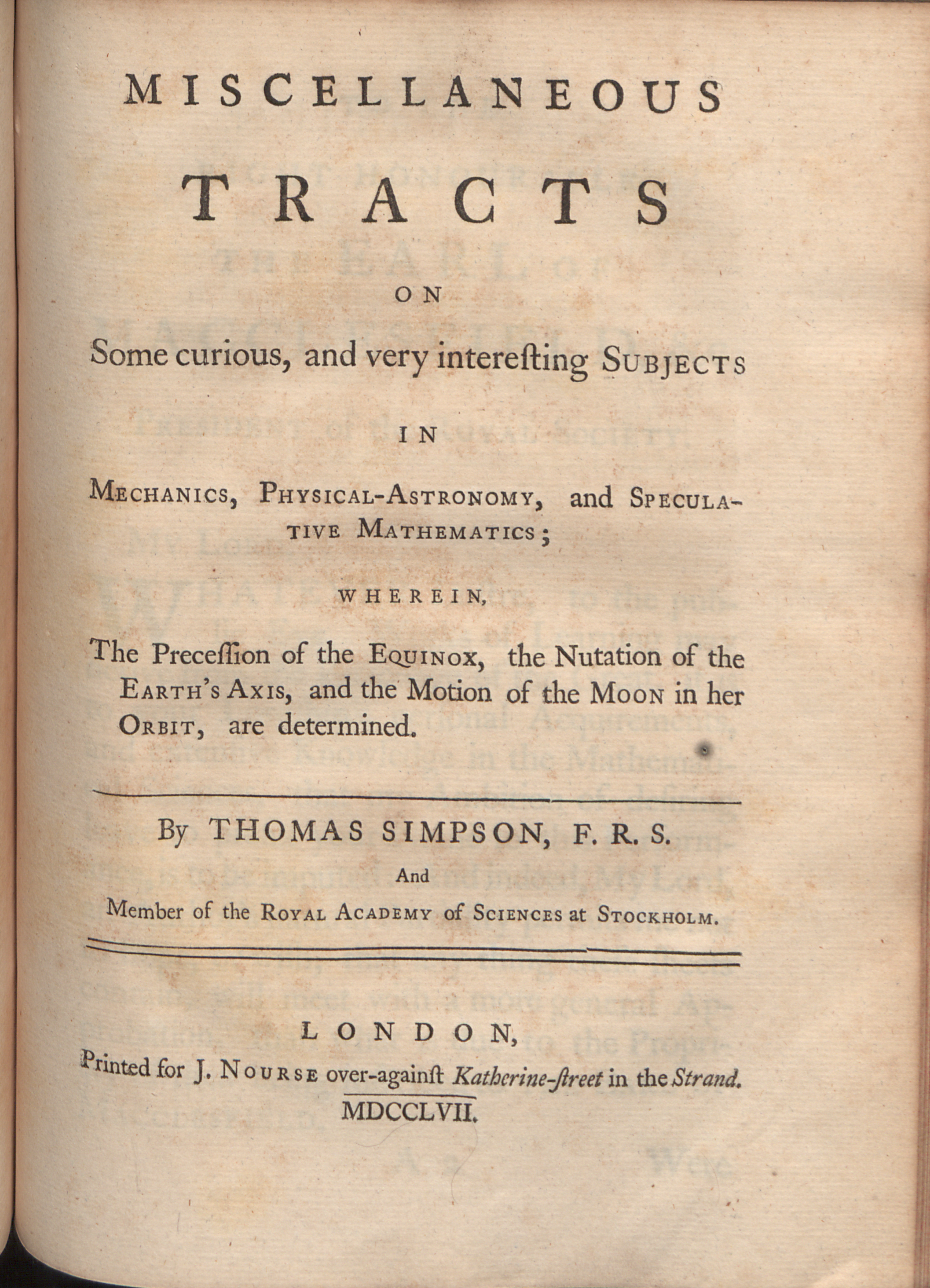
Miscellaneous tracts, 1768

Томас Сімпсон народився 20 серпня 1710 року у селі Маркет-Босворт у графстві Лестершир в Англії. Його батько був ткачем і Томас так само, за задумом батька, мав опанувати професію ткача. Однак, після того, як Томас у 13-річному віці став свідком сонячного затемнення 1724 року в нього виник інтерес до математики. Після опанування «Арифметики» Едварда Кокера і основ алгебри, він став викладачем математики, продовжуючи при цьому вдосконалювати свої математичні знання. 1735 року він вже міг вирішувати задачі стосовно нескінченно малих величин. 1737 року Сімпсон пише свою першу працю — «A new treatise of fluxions» («Новий трактат про похідні»), що виходить друком у Лондоні. 1740 року вийшла друком друга праця Сімпсона, присвячена цього разу теорії імовірностей, — «A treatise on the nature and laws of change» («Трактат про природу і закони перемін»). Того ж року виходить праця «Essay on several subjects in speculative and mixed mathematics». 1743 року виходить праця Сімпсона «Mathematical Dissertations on a variety of physical and analytical subjects», в якій вміщено трактат «Of the areas of curves etc. by approximation», в якому виведена формула наближенного обчислювання визначених інтегралів, відома як метод Сімпсона.
1746 року Сімпсона було обрано членом Лондонського королівського товариства. Поміж іншим Сімпсон видав такі математичні тексти — «Алгебра» (1745), «Геометрія» (1747) і «Тригонометрія» (1748). У 1750 році у Лондоні була видана друга його праця з диференціального числення «The doctrine and applications of fluxions» («Теорія і застосування похідних»).